# Argyreia philippinensis
Argyreia philippinensis är en vindeväxtart som först beskrevs av Merrill, och fick sitt nu gällande namn av V. Ooststr. Argyreia philippinensis ingår i släktet Argyreia och familjen vindeväxter. Inga underarter finns listade i Catalogue of Life.